# Dialéctica de la Ilustración

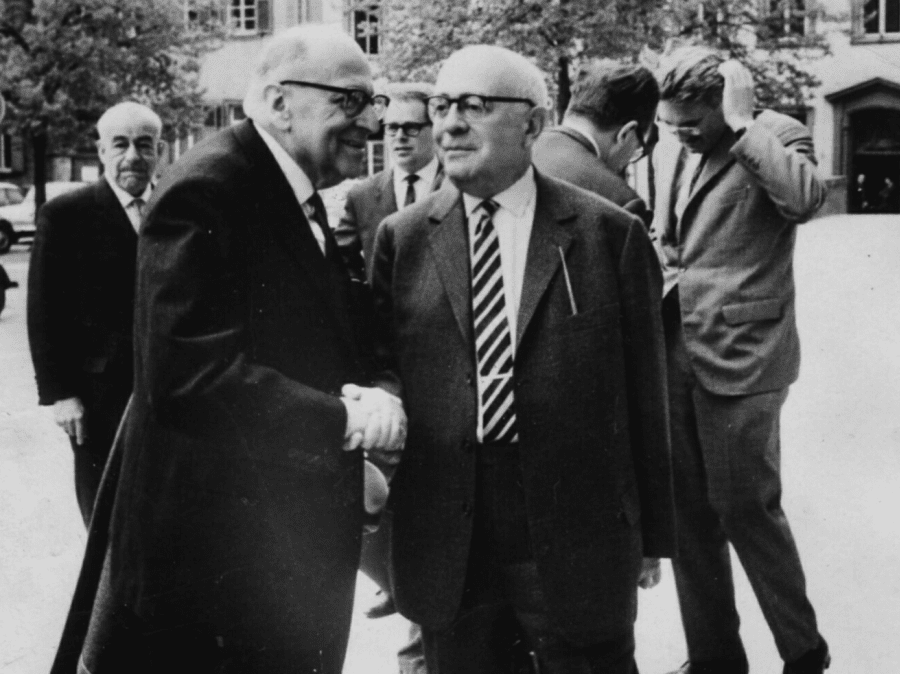
Max Horkheimer (a la izquierda al frente), Theodor Adorno (a la derecha), y Jürgen Habermas (al fondo a la derecha) en 1965 en Heidelberg.

Dialéctica de la Ilustración (en alemán: Dialektik der Aufklärung) es una obra de filosofía y crítica social escrita por los filósofos de la Escuela de Frankfurt Theodor Adorno y Max Horkheimer, y publicada por vez primera en 1944. Una versión revisada apareció en 1947. 
Ambos autores estaban dedicados a la llamada Teoría crítica, corriente comprometida con un deber social emancipatorio de las estructuras establecidas en la sociedad moderna. En sus páginas encontraremos un análisis crítico de la cultura de masas y del fascismo al mismo tiempo que se vincula el concepto de Razón con el sistema social moderno. Para entender esta obra es necesario hacer referencia al concepto kantiano de Ilustración e Iluminismo.
Esta obra, contextualizada en 1944, circulará de manera clandestina durante los años 50 y 60, convirtiéndose, sin embargo, en un texto de cabecera. La propuesta central del libro será la defensa de que el Holocausto no es un acontecimiento casual sino una consecuencia ideológica de la forma en la que está constituido el Imperio de Occidente. También hay que reflexionar sobre el hecho de que ambos filósofos no sostienen en absoluto la idea de que nuestra sociedad sólo sea capaz de generar sistemas totalitarios. Desde este punto de vista la Teoría Crítica debería impulsar un cambio social.

## Concepto de Ilustración
La sociedad habría creado un concepto de razón definiéndola como un instrumento de dominio de la naturaleza y del semejante. No nos dábamos cuenta de la trampa en la que, al pensar esto, estábamos cayendo. Porque al dominar la naturaleza el humano debe dominarse a sí mismo, reprimir lo que hay en él de naturaleza, con ello se disuelve la individualidad creadora en la racionalidad económica. Como consecuencia, un enfoque positivista de la ciencia sería también otra medida de control. Así, la forma de pensar de la Ilustración gira en torno a la razón, y este sistema racional sienta las bases de una filosofía que daría lugar a la sociedad moderna. El llamado racionalismo remite a una forma de pensar heredada y tratada como una verdad absoluta, lo cual es erróneo. La sociedad moderna es, pues, una sociedad donde el conocimiento científico adquiere un valor superior a cualquier otro.
Según Adorno y Horkheimer, lo que se entiende por Razón funciona como un mecanismo de dominio sobre la naturaleza y el otro. Sin embargo, pensar de manera racional no supone una actitud de despotismo. El concepto de razón dominante ha funcionado en relación con un sistema de poder cultural y político, en el cual, tener razón supone tener autoridad. Es por esto por lo que el poder del conocimiento científico se pone al servicio de los intereses dentro de un sistema autoritario.

### Idealismo cartesiano
Este concepto remite al considerado como padre fundador de la filosofía moderna, Descartes. La frase Pienso luego existo es el eslogan que mejor define esta filosofía, y establece un sistema jerárquico en el que las ideas son las que permiten articular lo real, que no se puede conocer a no ser que no se entienda antes en el terreno teórico, llamado terreno ideal, o terreno de las ideas. Así, la práctica no puede darse sin que antes se teorice sobre ella.
Esta relación idealidad-realidad nos remite a la relación sujeto-objeto, en la que el primero decide y de alguna manera, opera, sobre el segundo.
En el terreno social, podríamos aplicar también esta analogía: la sociedad resulta ser un objeto de estudio sobre el cual opera el filósofo (al igual que proponía Platón).

### Totalitarismo
Los autores abordarán desde la perspectiva de la ciencia positivista como una filosofía que funciona de la misma manera que un mecanismo totalizante si trasciende más allá del plano filosófico, ya que en el momento en que las ciencias sociales intentan dar una perspectiva total de su campo, tienen de fondo una intención totalitaria, pues la realidad se ve subordinada a un sistema de ideas totalizador.

## Consecuencias socioculturales
En la sociedad moderna, pues, quedan unidas la definición de sociedad y de dominio. Es sinónimo a mencionar que la sociedad moderna está condenada a este dominio. Para controlarla se recurrirá a una pauta de sistematización, o lo que es lo mismo, estandarización, según principios de organización y bases de autoridad. Desde el punto de vista del sujeto tendremos un sujeto atrofiado, nada creativo, un sujeto aislado e individual. Para muchos, el hecho de que el sujeto se encuentre atado a la norma lo convierte en el sujeto ideal.